# Пазарџик
Пазарџик (буг. Пазарджик) град је у Републици Бугарској, у јужном делу земље. Град је и седиште истоимене Пазарџичке области.

## Географија
Град Пазарџик се налази у јужном делу Бугарске. Од престонице Софије град је удаљен око 140 km, а најближи већи град је Пловдив на 36 km удаљености.
Област Пазарџика налази се у бугарском делу историјске покрајине Тракија. Град се сместио на горњем току реке Марице, на месту где истиче и планинских крајева Родопа и у тиче у Тракијску равницу. Планинско подручје Родопа издиже се стрмо јужно од града, док се на северу пружа Средња гора.
Клима у граду је измењено континентална са утицајем средоземне, што се огледа посебно у веома жарким и сувим летима.

## Историја
Област Пазарџика је била насељена у време антике и средњег века. Крајем 14. века овим подручјем загосподарили су Турци Османлије. Убрзо се на месту данашњег града образовало татарско насеље као успутна станица и трговиште на важном царском путу Цариград - Београд (тур. пазар, порекло назива). Према Жерому-Адолфу Бланкију у Пазарџику се налазила једина црква у целој Бугарској са висином више од 5 m.
Путописац Француз, Љузињан је у лето 1786. године прошао кроз градић, на путу за Цариград. Град је имао тада 3000 кућа, турских, грчких и бугарских. У њему је била једна фабрика за гвожђе.
У 19. веку град је живео од извоза пиринџа. Садио се у септембру мисирски пиринаџ, који би био готов за два и по месеца. Одатле се годишње извозило око милион ока те културе.
Постао је град 1885. године део савремене бугарске државе.
Било је 1894. године у "Татар-Пазарџику" 16.343 становника.

## Срби у Пазарџику
У Пазарџику је за време Турака било Срба, који су у те крајеве раније дошли, тргујући пре свега. Српске и бугарске територије је "ујединио" још српски цар Душан, створивши велико тржиште. Дубровачки трговци су то најбоље користили, стварајући трговачке пунктове дуж трговачких путева, по источним и јужним крајевима царства, о чему постоје документа. Ни под Турцима се није много ситуација променила, само је постало теже за човека, појединца Хришћанина. То је била јединствена турска царевина, у којој су се народи мешали, како пишу страни путописци. По једној молби упућеној одатле, српском Попечитељству просвете, 26. марта 1853. године, види се да је у том делу - корпусу бугарског народа, било велике потребе за београдским "Србским новинама". Молба коју је поднео учитељ Хаџи Најден Јовановић, односила се конкретно на Пазарџик, Пештер, Копривштицу, Дупницу и Сливен. Ту се среће у књигама, заиста много људи са српском верзијом имена и презимена. Тражено је у молби да се српски лист редовно шаље (преко целе Бугарске) у те крајеве - о трошку српске државе - јер је ту имао своју, српску читалачку публику.
Једну историјску српску књигу набавио је 1827. године "Поштенородни" Ламбре Михајловић трговац и житељ београдски, рођен у Пазарџику. Исте године други српски наслов купио је у Пешти, Јован Стерију Грујо из Пазарчика. У Београду је Стеријину "Невиност" 1827. године добио Георгије Ајгир трговачки калфа родом из Пазарџика.
Поучну књигу о оцу, прибавио је у Београду, 1832. године Стојан Аси-Гроздовић из Пасарџика. Басне које је написало неколико аутора, почев од Езопа, објављене у књизи 1833. године купили су и Срби из Пазарџика. Били су то трговци и житари сада Београђани, али родом из тог града на југу: Ламбре Михајловић и Стојан Хаџи Гроздић.
Културне и друге везе са Србијом, градили су најпре и највише Срби из Бугарске. Они су били природно лично оријентисани према својој матици, која је државотворно јачала. Па и "Бугари" који су се појединачно или у мањим групама селили из Бугарске на српску територију, су у ствари били тамошњи Срби. Нису они могли имати других мотива, осим родољубивих, иначе би ишли другде. Треба зато када је реч о "Бугарима", разликовати појединачне - националне везе (Срби са територија традиционалне Бугарске) од оних, друштвених - везе између држава (организоване мисије правих Бугара). Бугаре који су то заиста били, слале су тајно а плански њихове кнежевине, у одређеним мисијама, са циљем да раде за бугарске интересе и користе српске државне ресурсе; све док се нису те државице ујединиле. Србин издавач, Данило Медаковић се на том "послу" нарочито истакао - помогао својом сервилношћу, акције бугарских агитатора. Реч је о политички форсираном пројекту "Славјанству", којим се перфидно гушио српски ентитет ван кнежевине Србије. Ни једна бугарска демографска статистика не помиње Србе међу Бугарима. Српског краља Милутина Немањића чије мошти почивају усред Софије, у његовој тамошњој цркви задужбини, они називају "наш крал"(!?).
У Бугарској су се у 19. веку налазили не само српски учитељи, него су они и радили у српским школама. Али те школе су тенденциозно називане "славјанским", од стране бугарских националних радника. Тај аспекат живота Срба у Бугарској, се од стране наших истраживача још увек занемарује. Један од најпознатијих учитеља био је Хаџи Најдан Јовановић, о којем су написани научни радови. Као школовани Пазарџачанин - по свему Србин (по имену, језику, личним везама) деловао је у бугарском окружењу, продајући повољно и српске и бугарске књиге. Касније је он и издавао о свом трошку, српске и бугарске књиге, у подједнаком броју наслова, за перспективно бугарско тржиште. Свој живот је и завршио у Србији, у Београду 1862. године, "болестан и заборављен од свих".
Јавио се 1851. године међу београдском читалачком публиком "Поштенословњејшиј родољуден Коции желатељ све Болгарије просвешћени" г. Хаџи Најденовић учени "Татар-Пазарчичанин" - "књигопродавац посве сливну Болгарију". Исти трговац је "од велике ревности за своју братију 100 књига" (узео). А била је то српска књига о Александру Великом, Македонском цару.
Године 1853. јавља се као пренумерант једне српске историјске књиге у Београду, Хаџи Најдан Јовановић из "Татар-Пазарчика". Био је исти такође "књигопродавац по целој Бугарској". Узео је за своје потребе 10 егземплара те књиге. Две године потом 1855. поменути Хаџи Најден Јовановић "из Татар-Пазарџичаника" књигопродавац по Бугарској, платио у Београду - да се једна мудра књига, преведе са грчког - на српски језик. Најден је исте, 1855. године као "књигоиздаватељ за бугарску младеж" - претплатник у Београду, још једне књиге преведене на српски језик.
Није дефинитивно утврђена веза између та два књигопродавца, који би могли бити отац и син?

## Становништво
Жером-Адолф Бланки, пролазећи кроз Пазарџик, пише да је 1841. Пазарџик бројао више од 12.000 становника.
По проценама из 2007. године град Пазарџик имао је 78.117 становника. Већина градског становништва су етнички Бугари. Остатак су малобројни Роми и Турци. Последњих 20ак година град губи становништво због удаљености од главних токова развоја у земљи. Оживљавање привреде требало би зауставити негативни демографски тренд.
Претежна вероисповест становништва је православна, а остатак исламска.

## Занимљивости
Град Пазарџик је познат по богатом Археолошком музеју са бројним партефактима трачке и староримске уметности.

## Партнерски градови
- Татабања
- Салерно
- Ставропољ
- Општина Аеродром
- Вест Бенд
- Salt
- Чехов
- Борисов
- Москва

## Галерија
- Пешачка улица у Пазарџику
- Парк Слободе
- Градско читалиште